# 넬슨급 전함
넬슨급(Nelson class)은 영국 해군의 두 척의 전함이 속한 함급으로, 1922년 워싱턴 해군 군축 조약 직후에 건조되었다. 이것들은 리벤지급 전함 이후 처음으로 건조되었으며, 1927년에 완성되었다. 이후 영국 해군은 1936년 킹 조지 5세급 전함을 건조하지까지는 전함을 건조하지 않았다.
워싱턴 조약의 제한을 준수하고자 이들은 여러 가지 독창적인 특징과 함께 이례적인 모습으로 설계되었다.
이것들의 함명은 영국의 유명한 제독들의 이름에서 따온 것으로, '로드니'는 상비센트곶 해전(1780년)에서의 조지 브리지스 로드니, '넬슨'은 나일 해전과 트라팔가르 해전에서의 허레이쇼 넬슨에서 유래한 것이다.

## 연혁
유틀란트 해전은 속도와 조종성에 대한 화력과 장갑의 가치를 보여주었다. 피셔 제독의 “속력이 방어력이다”라는 말이 전투에서 시험받았으며고 옳지 않았음이 증명되었다. 이내 장갑의 두께와 포탄의 무게가 해군이 승리하는 중요 요소로 부각되었다.
차세대 영국 전함은 이러한 교훈을 고려하였다. 제1차 세계 대전 후, 영국 해군 본부는 크고 육중하면서도 두텁게 방호된 순양전함과 전함을 계획하였는데, 이것들은 이전의 것보다 훨씬 크고 강력한 것이었다. G3급 순양전함은 16인치 대포를 탑재할 예정이었고, N3급 전함은 9문의 18인치 대포를 탑재하여 가장 강력한 배가 될 것이었다. 영국 해군은 급성장하는 군비경쟁에서 일본과 미국에서 대형 전함을 계획하고 있는 중에도 우위를 유지하려고 하였다.
어쨌든, 1922년 군비경쟁을 멈추고자 워싱턴 해군 군축 조약을 체결하면서 모든 개발이 갑자기 중단되어야 했다. 조약에서는 건조 중 또는 전조 예정인 배는 모두 파기하도록 되어 있었다. 그에 따라 네 대의 순양전함이 주문되었으나 건조에 착수하기도 전에 계획이 취소되었다(여기에서 얻은 재료들의 일부가 넬슨과 로드니에 쓰였음). 또한, 조약에서는 모든 나라의 전함을 3만 5천 톤, 16인치 포 이하로 제한하였다.
그러나 일본측이 무츠의 건조를 요구했기 때문에 그것을 인정하는 조건으로 영국 해군은 넬슨급 전함의 건조를 인정받았다. 제작된 배는 총 두 척으로 1번함인 넬슨은 1927년에 건조되었다.

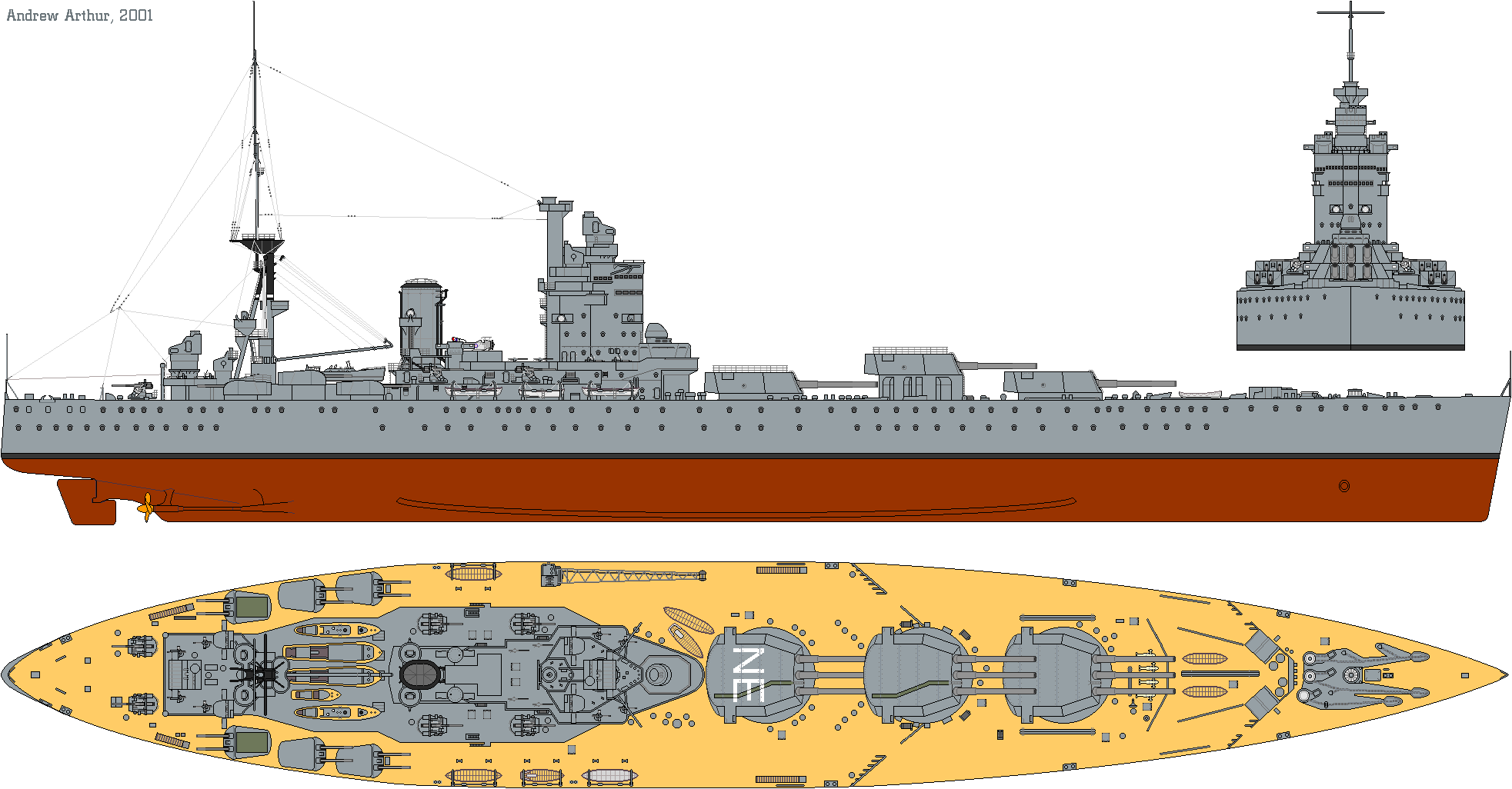
HMS 넬슨호의 3면도. 1931년의 모습

## 제작된 배
| Name   | 깃발 번호 | 건조자                                         | 주문         | 건조         | 진수         | 완성        | 최후                                                               |
| ------ | --------- | ---------------------------------------------- | ------------ | ------------ | ------------ | ----------- | ------------------------------------------------------------------ |
| 넬슨   | 28        | Sir W. G. Armstron Whitworth & Company, Walker | 1922. 12.11. | 1922. 12.28. | 1925. 9.3.   | 1927. 8.15. | 1948. 3.19. 고철로 매각, 1949. 3.15. 해체를 위해 인버카이팅에 도착 |
| 로드니 | 29        | Laird & Company, Birkenhead                    | 1922. 12.11. | 1922. 12.28. | 1925. 12.17. | 1927. 12.7. | 1948. 3.19. 고철로 매각, 1949. 3.26. 해체를 위해 인버카이팅에 도착 |